# Noce w Rodanthe (film)

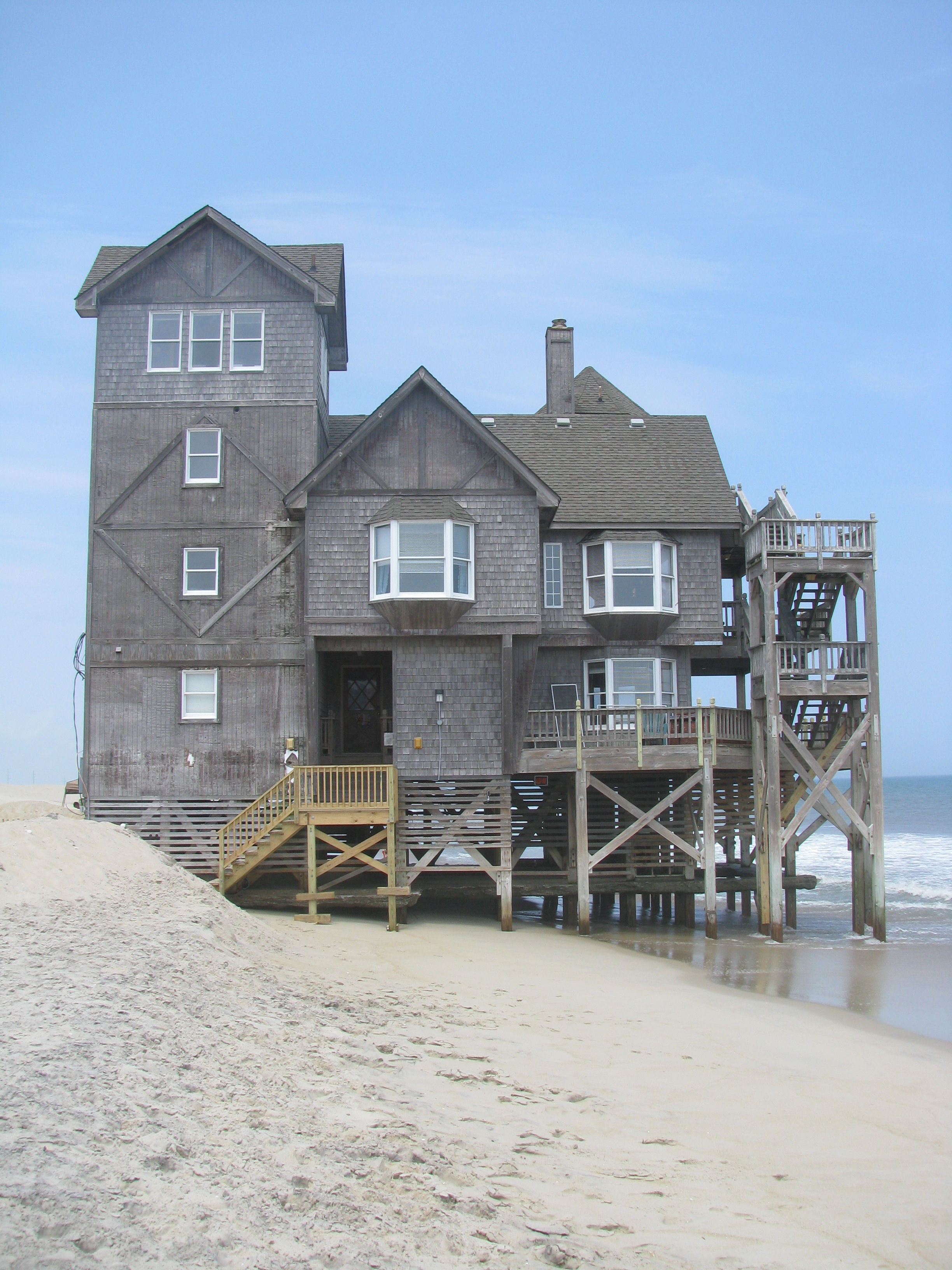
Dom, w którym nakręcono większość scen filmu

Noce w Rodanthe (ang. Nights in Rodanthe) – amerykańsko-australijski film fabularny (melodramat) z 2008 roku, w reż. George'a Costello Wolfe'a z Richardem Gere’em i Diane Lane w rolach głównych. Film powstał na kanwie wydanej w 2002 powieści Nicholasa Sparksa pod tym samym tytułem. Światowa premiera filmu odbyła się 26 września 2008 roku, a do polskich kin trafił on 31 października 2008.

## Fabuła
Adrienne zastępuje koleżankę w pensjonacie, zamierzając poświęcić czas w nim spędzony na refleksję nad swoim życiem i wypoczynek. Z tym samym zamiarem, przyjeżdża tam również doktor Paul. Z czasem zaczyna ich łączyć coraz większe uczucie.

## Obsada
- Richard Gere – Dr Paul Flanner
- Diane Lane – Adrienne Willis
- Christopher Meloni – Jack Willis
- Viola Davis – Jean
- Becky Ann Baker – Dot
- Scott Glenn – Robert Torrelson
- Linda Molloy – Jill Torrelson
- Pablo Schreiber – Charlie Torrelson
- Mae Whitman – Amanda Willis
- Charlie Tahan – Danny Willis
- Carolyn McCormick – Jenny
- Ted Manson – Stary Gus
- Ato Essandoh – Kochanek Jean
- Cari Moskow – Pielęgniarka
- Austin James – Szofer